# Jhang
Jhang – miasto w Pakistanie, w prowincji Pendżab, nad rzeką Ćenab. Około 387,4 tys. mieszkańców.